# Selasphorus sasin
Il colibrì di Allen (Selasphorus sasin (Lesson, 1829)) è un uccello della famiglia Trochilidae.

## Descrizione
Il colibrì di Allen da adulto misura dai 75 ai 90 mm di lunghezza. Il maschio ha una colorazione verde sul fronte e sul dorso, mentre è di color ruggine sulla coda e sui fianchi, sotto il becco invece è di colore rosso/arancio iridescente. La femmina e i novelli sono dello stesso colore, si differenziano dal maschio in quanto sulla gola non hanno la colorazione iridescente ma una serie di macchioline. Le femmine sono prevalentemente verdi, hanno una colorazione ruggine solo sulla coda nella quale ha anche punte di bianco. I novelli sono simili alla femmina di colibrì rosso (Selasphorus rufus) e sono indistinguibili.

## Distribuzione e habitat
È presente solamente nei boschi, nei giardini e nelle zone costiere a nord di Santa Barbara in California e in piccola parte in Oregon. Il nome comune è dedicato ad Charles Andrew Allen (1841-1930), collezionista e tassidermista americano. Un ibrido tra questa specie e il colibrì di Anna (Calypte anna) è stato descritto come Colibrì Flores, Selasphorus floresii.

## Galleria d'immagini

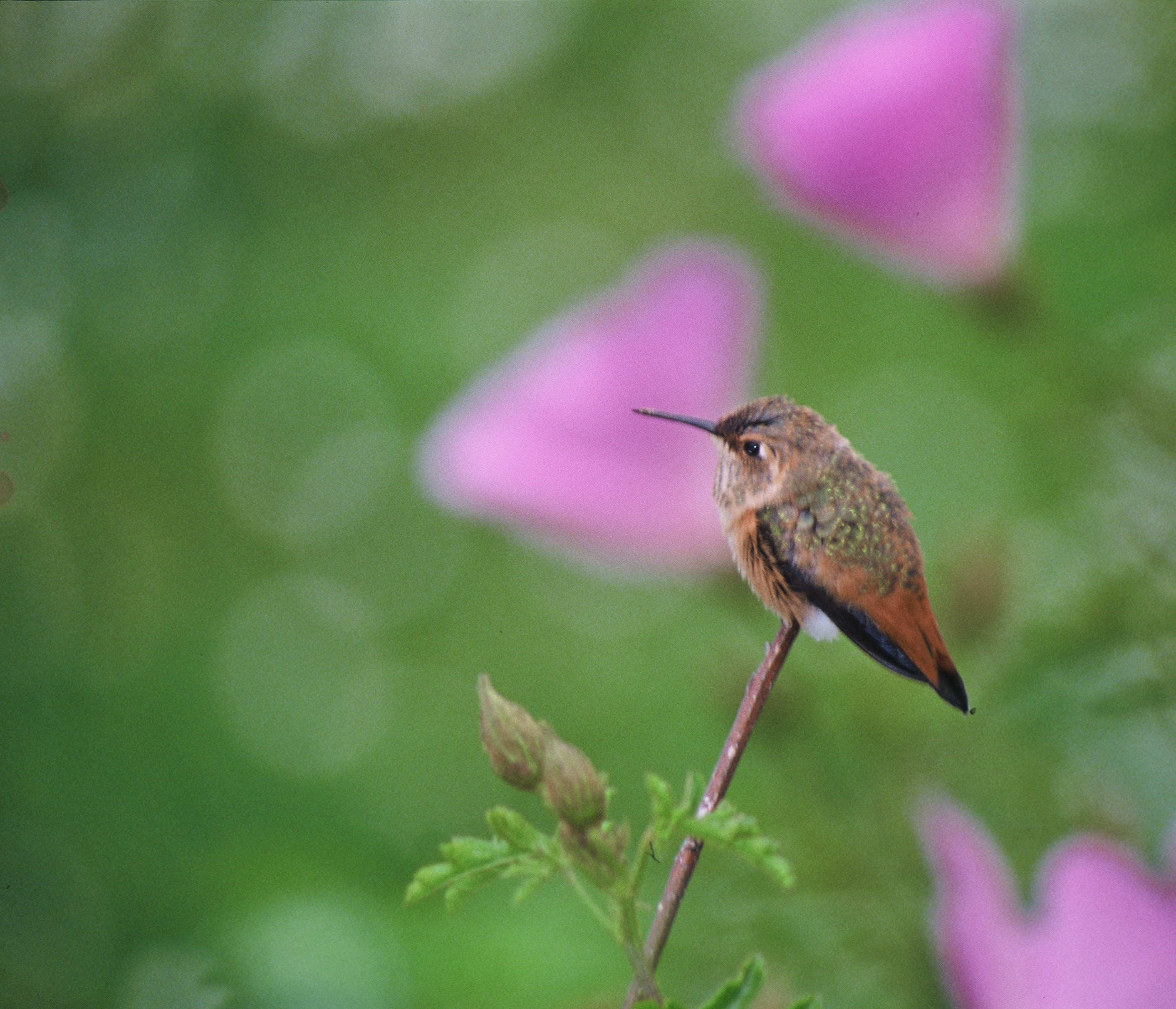
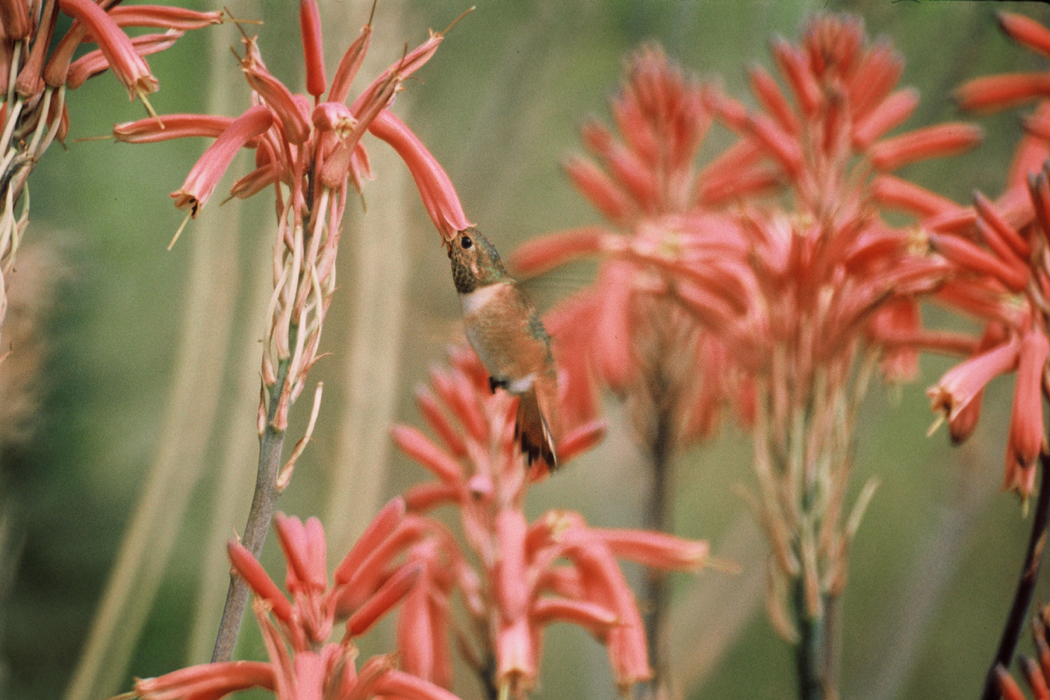